# Aegomorphus albosignus
Aegomorphus albosignus là một loài bọ cánh cứng trong họ Cerambycidae.